# Marathon van Xiamen 2011
De marathon van Xiamen 2011 werd gelopen op zaterdag 2 januari 2011. Het was de negende editie van de marathon van Xiamen. Het evenement heeft de status IAAF Gold Label Road Race. De wedstrijd werd gelopen met een sterke wind. De Keniaan Robert Kipchumba won de marathon bij de mannen. Met een tijd van 2:08.07 verbeterde hij het parcoursrecord en streek hij in totaal 40.000 dollar aan prijzengeld op, waarvan 20.000 dollar voor de overwinning en 500 dollar voor iedere seconde die hij onder het vorige parcoursrecord liep. Zijn landgenote Gobena Amane won bij de vrouwen in 2:31.49. Zij was met deze tijd bijna vijf minuten langzamer dan het parcoursrecord bij de vrouwen dat sinds 2007 in handen is van de Chinese Zhu Xiaolin. Op de finish bleef Amane slechts vijf tellen voor haar landgenote Alemitu Abera.
In totaal namen 62.000 atleten uit 42 landen deel aan dit evenement.

## Uitslagen

### Mannen
| rang   | naam               | land | tijd    |
| ------ | ------------------ | ---- | ------- |
| Goud   | Robert Kipchumba   | KEN  | 2:08.07 |
| Zilver | Mesfin Hailu Lemma | ETH  | 2:09.50 |
| Brons  | Alemayehu Shumye   | ETH  | 2:09.58 |
| 4      | Gilbert Chepkwony  | KEN  | 2:10.19 |
| 5      | Siraj Gena         | ETH  | 2:11.12 |
| 6      | Zembala Yigeze     | ETH  | 2:11.13 |
| 7      | Paul Kirui         | KEN  | 2:12.19 |
| 8      | Negari Getachew    | ETH  | 2:18.18 |
| 9      | Yan Fei            | CHN  | 2:24.42 |
| 10     | Zhao Zongxiao      | CHN  | 2:29.25 |

### Vrouwen
| rang   | naam                  | land | tijd    |
| ------ | --------------------- | ---- | ------- |
| Goud   | Amare Gobena Gemeda   | ETH  | 2:31.49 |
| Zilver | Alemitu Abera         | ETH  | 2:31.54 |
| Brons  | Wang Jiali            | CHN  | 2:32.00 |
| 4      | Desta Girma           | ETH  | 2:32.10 |
| 5      | Tabitha Tsatsa        | ZIM  | 2:34.00 |
| 6      | Asha Gigi             | ETH  | 2:34.09 |
| 7      | Jin Lingling          | CHN  | 2:34.10 |
| 8      | Dihininet Demsew Jara | ETH  | 2:37.18 |
| 9      | Changjin Sneeuw       | CHN  | 2:40.53 |
| 10     | Cao Yuting            | CHN  | 2:45.31 |

2003 ·
2004 ·
2005 ·
2006 ·
2007 ·
2008 ·
2009 ·
2010 ·
2011 · 
2012 ·
2013 · 
2014 ·
2015 ·
2016 ·
2017